# Auxiliares de Nuestra Señora de la Piedad
La Congregación de Hermanas Auxiliares de Nuestra Señora de la Piedad (oficialmente en portugués: Congregação das Irmãs Auxiliares de Nossa Senhora da Piedade) es una congregación religiosa católica femenina de vida apostólica y de derecho pontificio, fundada por el sacerdote diocesano brasilero Domingos Evangelista Pinheir, el 28 de agosto de 1892, en Serra da Piedade, Caeté (Brasil). A las religiosas de este instituto se las conoce como hermanas auxiliares y posponen a sus nombres las siglas C.I.A.N.S.P.

## Historia
La congregación fue fundada por el sacerdote brasilero Domingos Evangelista Pinheir, el 28 de agosto de 1892, en la localidad de Serra da Piedade, en el municipio de Caeté, del estado de Minas Geráis (Brasil). El ideal del Pinheir era atender a los más necesitados de su comunidad, por ello se sirvió de la ayuda de un grupo de jóvenes dispuestas a consagrarse a Dios en el servicio de los pobres y enfermos. El instituto recibió la probación diocesana el 24 de diciembre de 1939 y la de la Santa Sede, el 5 de junio de 1959.

## Organización
La Congregación de Hermanas Auxiliares de Nuestra Señora de la Piedad es un instituto religioso de derecho pontificio centralizado, cuyo gobierno es ejercido por una superiora, a la que los miembros del instituto llaman Madre general. A ella, le coadyuva su consejo, elegido para un periodo de seis años. Administrativamente, el instituto se divide en provincias, cada una gobernada por su superiora provincial y su consejo. La sede central se encuentra en Belo Horizonte (Brasil).
Las hermanas auxiliares se dedican a la atención de los pobres y enfermos, en el campo de la educación y la atención de asilos. Su espiritualidad se fundamenta en la devoción de Nuestra Señora de la Piedad. En 2015 eran unas 98 religiosas distribuidas en 21 comunidades, presentes todas en Brasil.